# Острозубая колючая акула
Острозубая колючая акула (лат. Scymnodon ringens) — вид рода вельветовых колючих акул семейства сомниозовых акул отряда катранообразных. Обитает в восточной Атлантике. Встречается на глубине до 1600 м. Максимальный зарегистрированный размер 110 см. Размножается яйцеживорождением. Не представляет интереса для коммерческого рыболовства.

## Таксономия
Впервые научно вид описан в 1864 году. Видовой эпитет происходит от слова нем. ringen — «кольцевой».

## Ареал
Острозубые колючие акулы обитают в восточной части Атлантического океана у побережья Франции, Мавритании, Португалии, Сенегала, Испании и Великобритании. Эти акулы встречаются на континентальном и островном склоне у дна на глубине от 200 до 1600 м, чаще между 550 и 1450 м.

## Описание
Максимальный зарегистрированный размер составляет 110 см. Голова высокая и утолщённая. Преоральное расстояние меньше ширины рта и почти дистанции между нижним симфизом и первой жаберной щелью. Рот очень широкий. Жаберные щели удлинены, превышают половину длины глаза. Грудные плавники узкие и листообразные. Хвостовой плавник асимметричный, у края более длинной верхней лопасти имеется небольшая выемка, нижняя лопасть не развита. Хвостовой стебель короткий. Первый спинной плавник немного меньше второго спинного плавника. Основание первого спинного плавника расположено между основаниями грудных и брюшных плавников. Анальный плавник отсутствует. Брюшные плавники широкие и крупные. Окраска чёрного цвета.

## Биология
Острозубые колючие акулы размножаются яйцеживорождением.

## Взаимодействие с человеком
Вид не представляет интереса для коммерческого промысла. Иногда в качестве прилова попадает в рыболовные сети. Пойманных акул употребляют в пищу в вяленом виде или производят из них рыбную муку. Международный союз охраны природы оценил статус сохранности вида как «Уязвимый».